# Praça da Independência (Santos)
A Praça da Independência é uma praça da cidade de Santos, no estado de São Paulo. É conhecida como o Coração do Gonzaga.
Anteriormente chamada de Praça Municipal e Praça Marechal Deodoro. O nome Praça da Independência foi oficializado em 16 de fevereiro de 1921 e entrou em vigor em janeiro de 1922. Na Praça da Independência situa-se o Monumento aos Andradas, uma homenagem aos irmãos José Bonifácio de Andrada e Silva, Martim Francisco Ribeiro de Andrada e Antônio Carlos Ribeiro de Andrada e Silva.
Hoje, a Praça da Independência é um dos principais pontos da cidade de Santos, concentrando manifestações populares e eventos, além do grande movimento devido ao comércio daquele bairro.